# エドワード・リーソン (第6代ミルタウン伯爵)

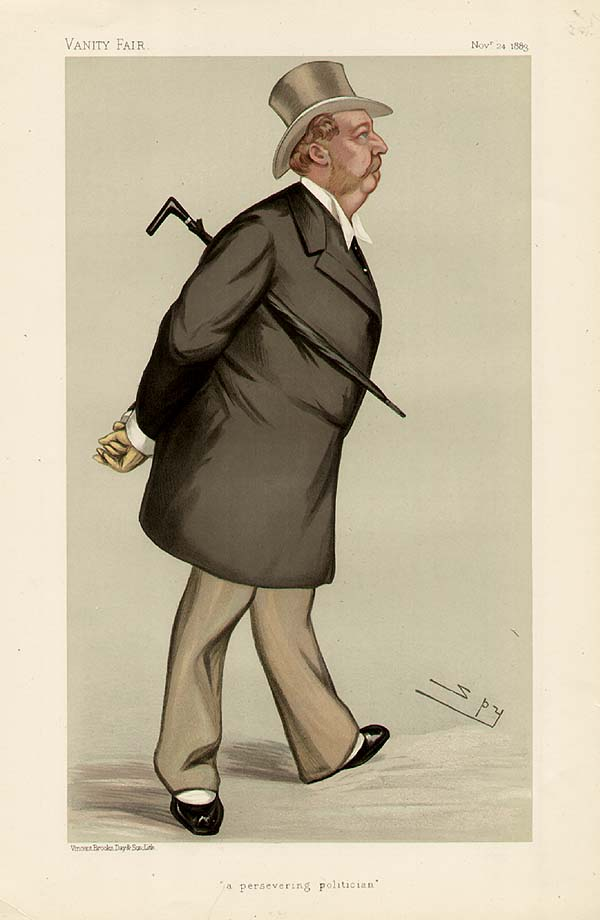
『バニティ・フェア』1883年11月24日号におけるカリカチュア、レスリー・ウォード画。

第6代ミルタウン伯爵エドワード・ニュージェント・リーソン（英語: Edward Nugent Leeson, 6th Earl of Milltown KP PC (Ire)、1835年10月9日 – 1890年5月30日）は、アイルランド貴族。保守党に所属し、1881年から1890年までアイルランド貴族代表議員を務めた。

## 生涯
第4代ミルタウン伯爵ジョセフ・リーソンとバーバラ・メレディス（Barbara Meredyth、1874年2月14日没、第8代準男爵サー・ジョシュア・コールズ・メレディスの娘）の息子として、1835年10月9日に生まれた。ダブリン大学トリニティ・カレッジで教育を受けた後、1862年にインナー・テンプルで弁護士資格免許を取得した。
1871年4月8日に兄ジョセフ・ヘンリーが死去すると、ミルタウン伯爵位を継承した。同年10月19日、ジェラルディン・イヴリン・スタンホープ（Geraldine Evelyn Stanhope、1841年1月26日 – 1914年1月5日、第5代ハリントン伯爵レスター・スタンホープの娘）と結婚した。
1881年8月23日にアイルランド貴族代表議員に当選、以降1890年に死去するまで務めた。1887年6月14日から1890年5月30日までウィックロー統監を務めた。1888年にアイルランド枢密院の枢密顧問官に任命され、1889年4月1日に狂気法委員会の委員に任命された。1890年2月7日、聖パトリック勲章を授与された。
1883年時点でウィックロー県、ダブリン県、ティペラリー県に合計5,042エーカーの土地を所有しており、これらの土地から年2,597ポンドの収入を得た。
1890年5月30日にラスバラ・ハウスで死去、ラスバラで埋葬された。弟ヘンリーが爵位を継承した。